# Гомоеротизм

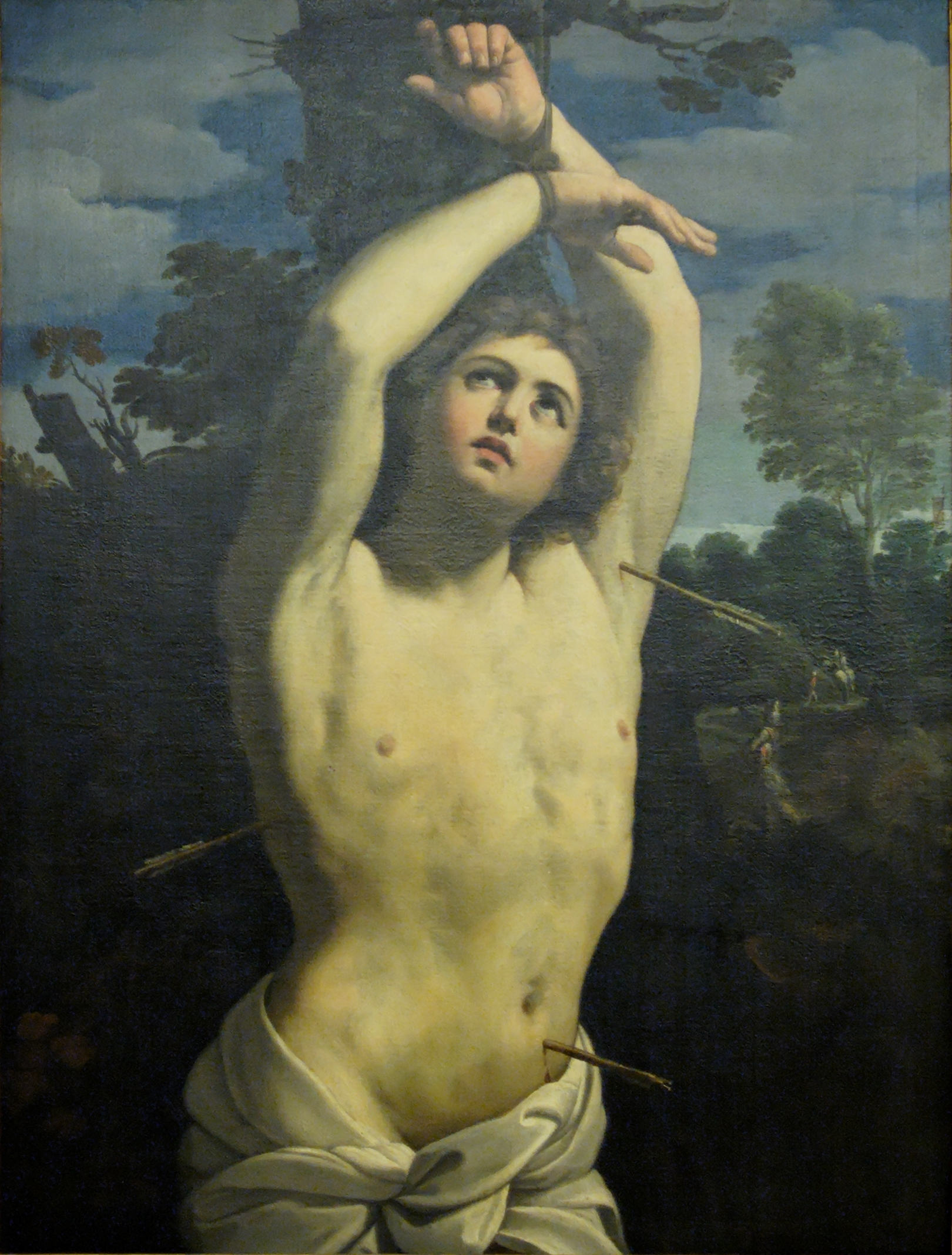
Г. Рені. «Святий Себастьян». Ок. 1615. Капітолійські музеї, Рим.

Гомоероти́зм, гомоеро́тика — репрезентація одностатевих стосунків та гомосексуального бажання у мистецтві, насамперед в образотворчому, а також у літературі.

## Приклади в мистецтві

### Чоловіки

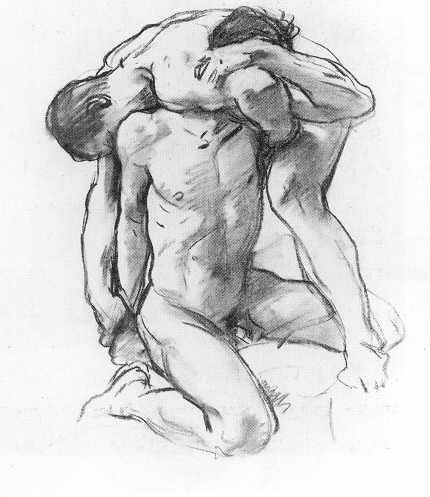
Боротьба оголених чоловіків, художник Джон Сінгер Сарджент (прибл. 1880).

Приклади зображення одностатевих стосунків між чоловіками в образотворчому мистецтві часто з'являються в історії: давньогрецьке мистецтво на вазах, давньоримські винні кубки (Кубок Уоррена). Вважається, що кілька художників італійського Відродження були гомосексуалами, а гомоеротичне оцінювання чоловічого тіла було виявлено критиками в роботах Леонардо да Вінчі та Мікеланджело. Більш явні сексуальні образи зустрічаються в стилях маньєризму та тенебризму XVI та XVII століть, особливо в таких митців, як Аньйоло Бронзіно, Карло Сарачені та Караваджо, чиї роботи іноді різко критикувала католицька церква.
Багато історичних картин XIX століття із зображеннями класичних персонажів, таких як Гіакінт, Ганімед і Нарцис можна інтерпретувати як гомоеротичні. Також гомоеротичними є роботи художників XIX-го століття, наприклад Фредерік Базиль, Теодор Жеріко, Томас Ікінс, Ежен Янсон, Обрі Бердслі та Магнус Енкель, аж до сучасних робіт образотворчих художників. Фотографи образотворчого мистецтва, такі як Девід Гокні, Роберт Меплторп також зробили значний внесок в зображення гомоеротики, зокрема Меплторп і Макбрайд, які подолали бар'єри галерейної цензури та заямалися судовими справами.
В Азії чоловіча еротика також сягає корінням у традиційну японську сюнґу (еротичне мистецтво), ця традиція вплинула на сучасних японських художників. Також в японській манзі є жанр яой, який зображає гомосексуальні стосунки між персонажами чоловічої статі.

### Жінки

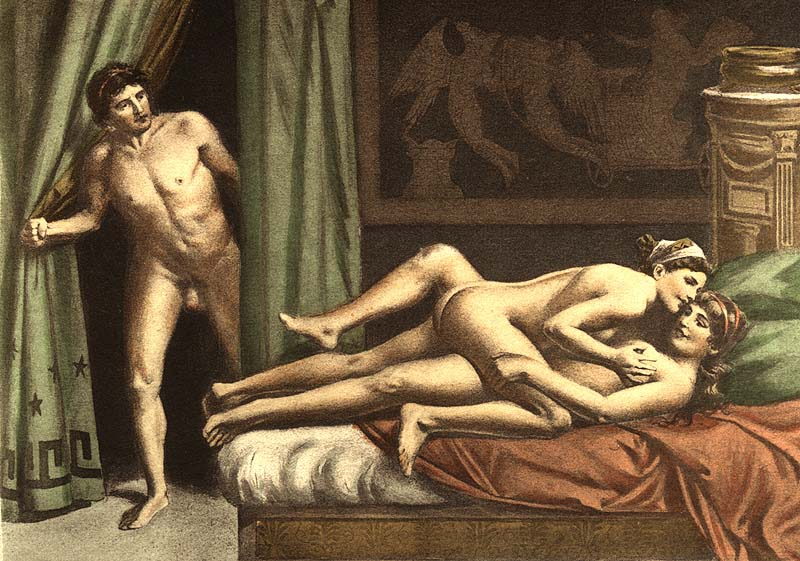
Приклад лесбійської еротики, художник Едуар-Анрі Авріль

Жіночі приклади найбільш історично помітні в оповідних мистецтвах: ліриці Сапфо, в романах Колетт, Редкліфф Голл, а також у фільмі «Дівчата в уніформі». Зовсім недавно лесбійський гомоеротизм процвітав у фотографії та роботах Джанет Вінтерсон.
Жіноче гомоеротичне мистецтво лесбійських художниць часто було менш помітним у культурному плані, ніж представлення лесбійської еротики гетеро художницями. Тему лесбійської еротики можна побачити в романі 1872 року «Кармілла», а також в багатьох популярних фільмах, наприклад «Стриптизерки». В Азії, особливо в Японії, лесбійство є темою жанру манґи юрі.